# Ylitornio
Ylitornio (sami septentrional, Badje-Duortnus, sueco Övertorneå) es un municipio de Finlandia en Laponia. Se encuentra en la región de Laponia a orillas del río Torne, en el lado opuesto a Övertorneå. El municipio tiene una población de 4.850 habitantes (a 31-12-2008) y abarca una superficie de 2.212,64 km² de los que 183,61 km² son agua. La densidad de población es de 2,39 habitantes por kilómetro cuadrado. 